# Lucila Luciani de Pérez Díaz
Lucila Luciani de Pérez Díaz (21 tháng 1 năm 1882  –    8 tháng 3 năm 1971) là một nhà sử học, nhạc sĩ và nữ quyền người Venezuela. Cô là người phụ nữ đầu tiên của Trường Sư phạm Sư phạm, từng là thủ thư của Bộ Ngoại giao và trở thành Phó Giám đốc Thư viện Quốc gia của nước này. Cô là người phụ nữ đầu tiên được giới thiệu vào Học viện Lịch sử Quốc gia và là đại biểu của Venezuela cho cơ quan khai mạc của Ủy ban Phụ nữ Liên Mỹ. Cô là một trong những người sáng lập phong trào nữ quyền ở Venezuela và là người xuất bản tạp chí nữ quyền Iris.

## Tiểu sử
Lucila Luciani Eduardo sinh ngày 21 tháng 1 năm 1882 tại Maracaibo, Zulia, Venezuela đến Juan Nepomuceno Luciani và Casimira Eduardo.  Cô được giáo dục ở Venezuela, Hoa Kỳ và Pháp,  và học piano và violin với các giảng viên nổi tiếng như Ramón Delgado Palacios. Cô đã biểu diễn ở nước ngoài tại cả các buổi hòa nhạc tư nhân và công cộng, trở về Venezuela vào năm 1909 và kết hôn với bác sĩ da liễu tiên phong, Manuel Pérez Díaz (1872 Chuyện1931), với tám người con.
Luciani đã bắt đầu sự nghiệp của mình viết bài lịch sử và nữ quyền, phê bình văn học và văn chương cho các tạp chí  và báo  Cô đã xuất bản nhiều truyện ngắn, và năm 1919, cô xuất bản cuốn sách đầu tiên của mình, La Batalla de Boyacá: su importancia militar y política,  tác phẩm này đã giành giải thưởng của Viện hàn lâm lịch sử Venezuela vào đầu những năm 1920.
Năm 1928, khi Ủy ban Phụ nữ Liên Mỹ (CIM) được thành lập, Luciani được chỉ định là một trong những thành viên nhậm chức. Doris Stevens, người đã đề nghị ủy ban điều tra sự chênh lệch của luật pháp ảnh hưởng đến phụ nữ trên khắp châu Mỹ, được chỉ định làm chủ tịch và sáu quốc gia khác được lựa chọn rất nhiều. Các quốc gia được chọn là Argentina, Colombia, El Salvador, Haiti, Panama và Venezuela và các đại biểu được chỉ định là Tiến sĩ Ernestina A. López de Nelson từ Argentina, María Elena de Hinestrosa từ Colombia, María Alvárez de Guillén Rivas từ El Salvador, Alice Téligny Mathon từ Haiti, Clara González từ Panama và Luciani từ Venezuela. Cùng năm đó, cô bắt đầu xuất bản  Iris: revista de acción social và vẫn là giám đốc của nó cho đến năm 1941. Tạp chí được xuất bản cùng với Unión de Damas de la Acción Católica, (Liên minh Phụ nữ Công giáo) trong đó Luciani là người sáng lập và chủ tịch đầu tiên,  nhưng là một tạp chí nữ quyền.
Khi chồng mất năm 1931, Luciani trở thành chỗ dựa duy nhất cho gia đình lớn của cô và bắt đầu dạy học. Trong khoảng thời gian từ 1934 đến 1935, cô đã giảng dạy tại Escuela Normal para Mujeres (Trường học bình thường của nữ giáo viên)  và năm 1936 trở thành nữ Giám đốc đầu tiên. Cùng năm đó, cô cũng từng là Giám đốc của Colegio Cháves  và làm thủ thư tại Bộ Ngoại giao. Năm 1939 , cô trở thành Phó Giám đốc Biblioteca Nacional (Thư viện Quốc gia) và năm 1940, cô được trao chiếc ghế đầu tiên (số 10) từng được trao cho một phụ nữ tại Học viện Lịch sử Quốc gia. 
Luciani qua đời vào ngày 8 tháng 3 năm 1971 tại Caracas, Venezuela.